# Shingo La
Shingo La (còn được gọi là Shinku La) là một đèo núi ở Ấn Độ, tại ranh giới giữa bang Ladakh và Himachal Pradesh. Nó kết nối vùng Lahaul của Himachal Pradesh với vùng Zanskar của Ladakh. Hiện đang xây dựng một con đường chiến lược trên đèo để đảm bảo tuyến đường quanh năm đến Ladakh, là một lựa chọn thay thế cho tuyến đường cao tốc Leh-Manali.

## Địa lý
Đèo nằm trên một đường dài liên kết Zanskar và Lahaul, thường được sử dụng bởi người địa phương và những người đi bộ đường dài, mất khoảng mười ngày để hoàn thành. Đối với những người đi bộ đường dài, đây là một trong những đèo có độ cao 5000m dễ nhất ở Himalaya Ấn Độ, không yêu cầu đi qua băng hà hoặc leo núi dốc. Đèo thường bị phủ tuyết trong mùa đông từ tháng 10 đến tháng 4 và dễ xảy ra tuyết lở. Có một tấm biển chính thức công bố độ cao của đèo là 16.615,500 feet. Chiều cao được chỉ ra bởi các trang web trekking khác nhau dao động từ 4900 đến 5100 mét.

## Đường bộ
Một con đường nối Darcha với Padum qua đèo Shingo La được đầu tư vào năm 1999, sau cuộc xung đột Kargil, và công việc chuẩn bị ban đầu bắt đầu vào năm 2002. Dự án đã được chấp thuận vào năm 2004 và dự kiến hoàn thành vào năm 2012.
Một con đường nguyên thủy từ Ramjak ở Lahaul đến Kargyakh ở Zanskar qua Shingo La ban đầu được xây dựng từ tháng 5 năm 2014 đến tháng 6 năm 2017 bởi một cựu nhân viên chính phủ từ Zanskar sử dụng quỹ của chính mình và sự giúp đỡ của người dân địa phương. Anh ấy đã cố thuyết phục chính phủ xây dựng con đường, nhưng khi thất bại trong việc thuyết phục họ, anh ấy quyết định tự xây dựng và được trao giải thưởng Padma Shri vào năm 2021 vì thành tựu đó. Sau đó, đường đã được Border Roads Organisation (BRO) tiếp quản và lát đường bê tông. Con đường mới này có khả năng chịu tải trọng xe tải lên đến 18 tấn. Một dịch vụ minibus cho Padum sử dụng đường này đã được bắt đầu bởi Himachal Road Transport Corporation (HRTC). BRO đang chuyển đường thành đường hai chiều và đang lên kế hoạch xây một đường hầm dưới đèo để kết nối cả năm. Tổ chức này cũng đang cố gắng giữ cho con đường mở cả trong mùa đông.